# Jasper (Indiana)
Jasper é uma cidade localizada no estado americano de Indiana, no Condado de Dubois.

## Demografia
Segundo o censo americano de 2000, a sua população era de 12.100 habitantes.
Em 2006, foi estimada uma população de 13.976, um aumento de 1876 (15.5%).

## Geografia
De acordo com o United States Census Bureau tem uma área de
24,0 km², dos quais 23,9 km² cobertos por terra e 0,1 km² cobertos por água. Jasper localiza-se a aproximadamente 142 m acima do nível do mar.

## Localidades na vizinhança
O diagrama seguinte representa as localidades num raio de 24 km ao redor de Jasper.